# Nová Ves u Bakova
Nová Ves u Bakova är en ort i Tjeckien.   Den ligger i regionen Mellersta Böhmen, i den centrala delen av landet, 60 km nordost om huvudstaden Prag. Nová Ves u Bakova ligger 218 meter över havet och antalet invånare är 232.
Terrängen runt Nová Ves u Bakova är huvudsakligen platt. Nová Ves u Bakova ligger nere i en dal. Runt Nová Ves u Bakova är det tätbefolkat, med 550 invånare per kvadratkilometer. Närmaste större samhälle är Mladá Boleslav, 9,0 km söder om Nová Ves u Bakova. Trakten runt Nová Ves u Bakova består till största delen av jordbruksmark.